# Erik Goldkuhl
August Erik Goldkuhl, född 13 september 1901 i Växjö, död 5 september 1984 i Stockholm, var en svensk psykiater. Han var son till stadsläkaren Henrik Goldkuhl.
Goldkuhl blev medicine licentiat vid Lunds universitet 1932, medicine doktor 1938, docent i psykiatri vid Lunds universitet 1938 och vid Karolinska institutet från 1948, Han var förste läkare på Ulleråkers sjukhus 1938–1941, läkare vid avdelningen för psykiskt sjuka på Samariterhemmet i Uppsala 1940–1941, vid Margaretahemmets epileptikeranstalt i Knivsta 1941–1967 samt överläkare vid och styresman för Långbro sjukhus 1946–1967. 
Goldkuhl var inspektör för sinnesslövården och sekreterare i sinnessjuknämnden i Stockholm 1939–1940, överinspektör för sinnessjukvården 1941–1946, ledamot av strafflagberedningen 1941–1942, statens sjukhusutredning 1943–1949, statens sinnessjukvårdberedning 1947–1950, Medicinalstyrelsens vetenskapliga råd 1947–1967 och ordförande i Svenska psykiatriska föreningen 1944–1945. Han författade skrifter i psykiatri och psykologi samt två diktsamlingar.
Goldkuhl blev riddare av Nordstjärneorden 1944 och kommendör av samma orden 1965.